# Amintas da Galácia
Amintas (em grego: Ἀμύντας; ? — 25 a.C.), Tetrarca dos Trocmos, foi rei da Galácia e de diversos países adjacentes entre 36 e 25 a.C., mencionado por Estrabão como um contemporâneo seu. Filho de Brogitarix, rei da Galácia, sua primeira conquista parece ter sido a Licaônia, onde mantinha mais de 300 rebanhos. Em seguida conquistou o território de Derbe após assassinar o príncipe local, Antípatro de Derbe, amigo de Cícero, e a Isáuria e Capadócia, por influência romana. Originalmente secretário (γραμματευς, grammateus) do rei da Capadócia, Deiotaro, assumiu o cargo de general (στρατηγoς) das tropas auxiliares gálatas enviadas para ajudar Bruto e Cássio contra os triúnviros, porém desertou para o lado de Marco Antônio pouco antes da Batalha de Filipos, em 42 a.C.[carece de fontes?]
Após a morte de Deiotaro assumiu o trono da Capadócia, em 37 a.C., como soberano-cliente de Marco Antônio; Plutarco o lista entre os seguidores de Marco Antônio na Batalha de Ácio, em 31 a.C., desertando para o lado de Otaviano pouco antes do início do combate.
Ao dar sequência a seus planos de expansão, e visando derrotar as tribos rebeldes que habitavam as montanhas ao redor de seu território, Amintas conquistou o país de Homonada ou Hoinona, e assassinou o príncipe local; sua morte, no entanto, foi vingada por sua viúva, e Amintas foi vítima de uma emboscada em 25 a.C. Após sua morte, a Galácia se tornou uma província romana.[carece de fontes?]
Seu filho foi Artemidoro dos trocmos, um nobre gálata que se casou com uma princesa dos tectósagos, a filha de Amintas, tetrarca dos tectósagos; ambos foram pais de Caio Júlio Severo, um nobre de Acmônia, na Galácia, que por sua vez era pai de Caio Júlio Basso, procônsul da Bitínia e Ponto em 98 d.C., e de Caio Júlio Severo, tribuno da Legio VI Ferrata.[carece de fontes?]